# Clan Hosokawa
Pour les articles homonymes, voir Hosokawa.
Le clan Hosokawa (細川氏, Hosokawa-shi) est une famille de puissants daimyos du Japon. Ce clan a dirigé les anciennes provinces d'Awa, Awaji, Bitchu, Sanuki, Settsu, Tamba, Tosa et Yamashiro. Il est divisé et perd son importance après l'assassinat de Hosokawa Masamoto en 1507.

## Histoire
Le clan descend de Seiwa Genji, une branche du clan Minamoto, et finalement de l'empereur Seiwa lui-même, par le clan Ashikaga. Il produit de nombreux responsables de premier plan dans l'administration du shogunat Ashikaga. Au cours de l'époque d'Edo, le clan Hosokawa est l'une des plus grandes familles foncières de daimyos au Japon. De nos jours, le chef actuel du clan, Morihiro Hosokawa, a servi comme Premier ministre du Japon.

## Époques Muromachi et Sengoku
Ashikaga Yoshisue, fils d'Ashikaga Yoshizane, est le premier à prendre le nom de Hosokawa. Hosokawa Yoriharu, un Hosokawa de la fin de l'époque de Kamakura, se bat pour le compte du clan Ashikaga contre le shogunat de Kamakura. Un autre, Hosokawa Akiuji, aide à établir le shogunat Ashikaga.
Le clan exerce un pouvoir important au cours des époques Muromachi (1336-1467), Sengoku (1467-1600) et Edo (1603-1868), se déplaçant cependant de Shikoku au Kínai puis vers le Kyūshū au cours des siècles.
Le clan est aussi l'une des trois familles qui domine le poste de kanrei (adjoint du shogun), sous le shogunat Ashikaga. Parmi eux, Hosokawa Yoriyuki. Au début de la domination des Ashikaga, les Hosokawa contrôlent la totalité de Shikoku. Au cours de cette période, les membres du clan Hosokawa sont gouverneurs militaires (shugo) des provinces d'Awa, Awaji, Bitchu, Izumi, Sanuki, Settsu, Tamba, Tosa et Yamashiro.

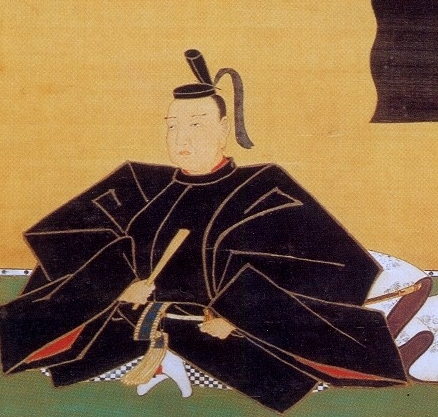
Hosokawa Tadaoki, vassal d'Oda Nobunaga et de Toyotomi Hideyoshi.

Un conflit entre Hosokawa Katsumoto, le premier kanrei, et son beau-père Yamana Sōzen, relativement à la succession du shogunat, déclenche la guerre d'Ōnin, ce qui conduit à la chute du shogunat et une période de cent cinquante années de chaos et de guerre, connue sous le nom de Sengoku. Après la chute du shogunat Ashikaga basé à Kyoto, le contrôle de la ville, et donc du pays, tombe aux mains du clan Hosokawa (qui occupe le poste de Kyoto kanrei, l'adjoint du shogun à Kyoto) pendant quelques générations.
Hosokawa Masamoto, fils de Katsumoto, détient le pourvoir de cette façon à la fin du XVe siècle mais finit assassiné en 1507. Après sa mort, le clan se divise et est affaibli par des luttes intestines. Ce qui leur reste de pouvoir cependant est centré dans et autour de Kyoto. Cela leur donne un effet de levier pour consolider leur pouvoir dans une certaine mesure, et ils en viennent à être de sérieux rivaux du clan Ōuchi, à la fois politiquement et en termes de domination des échanges avec Chine. Les Hosokawa restent à Kyoto pendant une centaine d'années, fuyant la ville lorsqu'elle est attaquée par Oda Nobunaga.

## Époque d'Edo
Les Hosokawa de Kokura (plus tard Kumamoto) deviennent la lignée principale du clan Hosokawa au cours de l'époque d'Edo. Hosokawa Gracia, l'épouse de Hosokawa Tadaoki, est l'une des plus célèbres samouraïs convertie au christianisme ; elle est aussi la fille d'Akechi Mitsuhide.
Les Hosokawa se rangent du côté de Tokugawa Ieyasu contre Ishida Mitsunari durant la décisive campagne de Sekigahara et sont en conséquence faits fudai daimyo, « daimyos de l'intérieur », durant le shogunat Tokugawa. Ils reçoivent la province de Higo aux revenus de 540 000 koku, pour han (fief).
Hosokawa Tadatoshi, troisième seigneur de Kumamoto reçoit comme invité l'artiste philosophe et épéiste Miyamoto Musashi,. Ce dernier se consacre essentiellement à des activités artistiques. Il rédige dans le Reigandō « la grotte de l'esprit du Roc » proche de Kumamoto sur le domaine de son hôte le Livre des cinq anneaux, qui sera par la suite la source de l'esprit bushido et qui comme l'ensemble de son œuvre appartient au trésor national japonais.

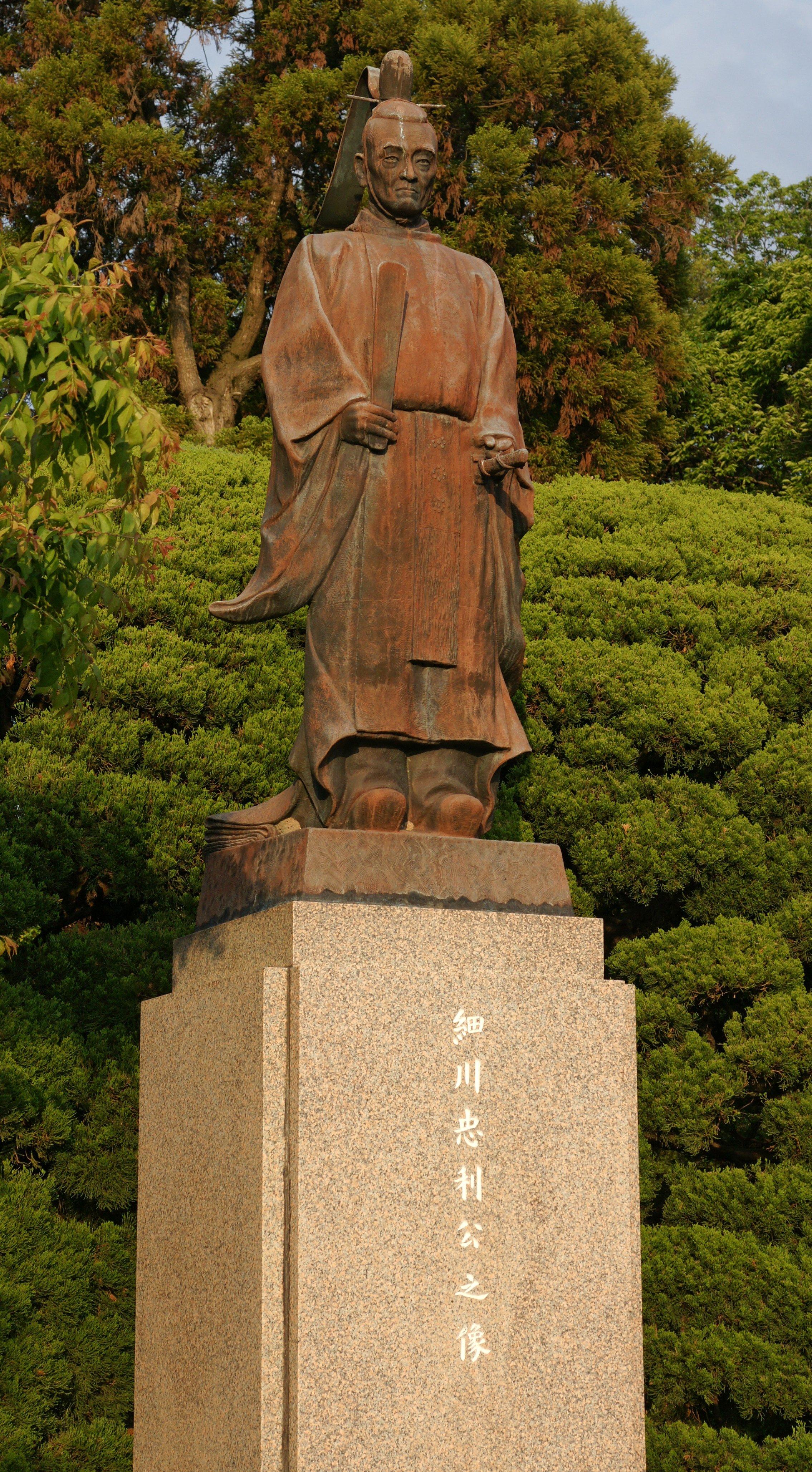
Statue de Hosokawa Tadatoshi au sein du Suizen-ji Jōju-en.
Mon de Miyamoto Musashi né à Ōhara-chō province de Mimasaka.

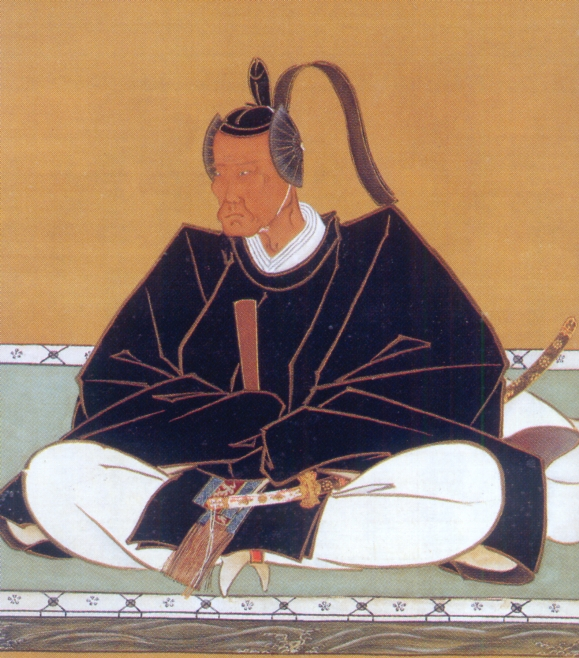
Hosokawa Shigekata, daimyo du domaine de Kumamoto du milieu de l'époque d'Edo.

Bien que le domaine Hosokawa est éloigné de la capitale, sur Kyūshū, ses daimyos sont parmi les plus riches. En 1750, Higo est l'un des principaux producteurs de riz et est de fait considéré comme une référence par les courtiers en riz d'Osaka. Le domaine souffre d'un grave déclin économique après cela, comme la plupart des domaines, mais le sixième seigneur, Hosokawa Shigekata (1718-1785, r. 1747-1785) institue un certain nombre de réformes qui retournent la situation. Il fonde également une école han, le Jishūkan, en 1755. Celle-ci produit plus tard des érudits tels que Yokoi Shōnan.
En 1787, la lignée principale de la famille descendant de Tadatoshi s'éteint avec la mort du septième seigneur, Harutoshi (1758-1787 ; r. 1785-1787), le fils de Shigekata. Il est remplacé par son cousin éloigné Narishige, le sixième seigneur de Udo (1755-vers 1835, r. 1787-1810) un descendant direct de Yukitaka (1615-1645), jeune frère de Tadatoshi Yukitaka (1615-1645). En 1810, Narishige abdique son titre en faveur de son fils aîné Naritatsu (1788-1826, r. 1810-1826), qui lui succède en tant que neuvième seigneur de Kumamoto. Naritatsu meurt sans héritier en 1826 et est remplacé par son neveu Narimori (1804-1860, r. 1826-1860), le fils de Tatsuyuki (1784-1818), frère cadet de Naritatsu Tatsuyuki (1784-1818), septième seigneur de Udo.

Après la mort de Narimori en 1860, son fils aîné Yoshikuni (1835-1876, r. 1860-1871) lui succède en tant que onzième et dernier seigneur de Kumamoto.

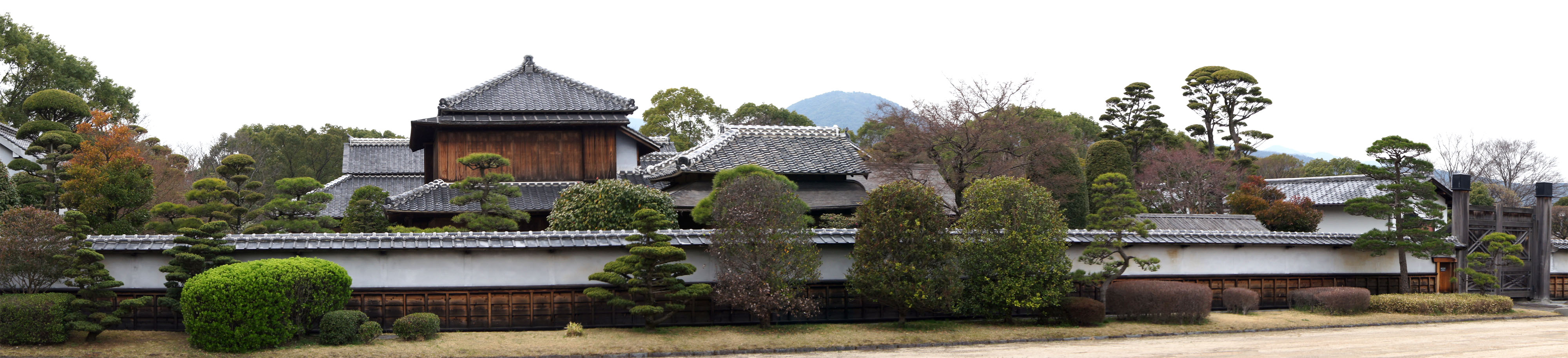
Résidence de Hosokawa Gyōbu.

Il existe quatre grandes branches du clan Hosokawa pendant l'époque d'Edo, dont chacune possède le titre de daimyo. Deux autres branches de la famille, sous le nom de Nagaoka, servent les Hosokawa de Kumamoto en tant que karō. La résidence de l'une de ces familles, résidence Hosokawa Gyōbu (細川刑部邸, Hosokawa Gyōbu-tei), existe toujours et est un « bien culturel corporel » de la préfecture de Kumamoto.

## Guerre de Boshin
Durant la guerre de Boshin de 1868-1869, les Hosokawa de Kumamoto, Kumamoto-Shinden et Udo se rangent du côté du gouvernement impérial. Ses forces prennent part à la bataille d'Aizu et à la bataille de Hakodate, entre autres.

## Depuis l'ère Meiji
À la suite de l'abolition de la classe féodale en 1871, le clan Hosokawa et ses branches sont intégrés dans la nouvelle noblesse à l'ère Meiji. Le chef de la lignée principale de la famille (Kumamoto) reçoit le titre héréditaire de marquis ( kōshaku), tandis que les chefs des branches secondaires deviennent vicomtes (shishaku) ; les titres sont abolis en 1947. L'actuel chef de la ligne principale de la famille, Morihiro Hosokawa, ancien Premier ministre du Japon, est un descendant des Hosokawa de Kumamoto.

## Généalogies principales
Kumamoto
- Hosokawa Fujitaka (1534-1610)
- Hosokawa Tadaoki (1563-1645)
- Hosokawa Tadatoshi (1586-1641)
- Hosokawa Mitsunao (1619-1650)
- Hosokawa Tsunatoshi (1643-1714)
- Hosokawa Nobunori (1676-1732)
- Hosokawa Munetaka (1716-1747)
- Hosokawa Shigekata (1718-1785)
- Hosokawa Harutoshi (1758-1787)
- Hosokawa Narishige (1755-1835)
- Hosokawa Naritatsu (1797-1826)
- Hosokawa Narimori (1804-1860)
- Hosokawa Yoshikuni (1835-1876), dernier seigneur de Kumamoto
- Hosokawa Morihisa, 1er marquis (1839-1893) (créé en 1884)
- Hosokawa Morishige, 2e marquis (1868-1914)
- Hosokawa Moritatsu, 3e marquis (titre aboli en 1947) (1883-1970)
- Hosokawa Morisada, 5e marquis (1912-2005)
- Morihiro Hosokawa, 6e marquis (1938-)

Kumamoto-Shinden (Takase)
- Hosokawa Toshishige (1647-1687)
- Hosokawa Toshimasa (1672-1715)
- Hosokawa Toshiyasu (1701-1749)
- Hosokawa Toshihiro (1716-1767)
- Hosokawa Toshiyuki (1750-1781)
- Hosokawa Toshitsune (1754-1805)
- Hosokawa Toshikuni (1784-1810)
- Hosokawa Toshichika (1788-1844)
- Hosokawa Toshimochi (1808-1864)
- Hosokawa Toshinaga (1829-1901)
- Hosokawa Toshisuke
- Hosokawa Teruko (1937-)
- Hosokawa Kendi (1960-)
- Hosokawa Satiko (1990-)

Udo
- Hosokawa Yukitaka (1637-1690)[12]
- Hosokawa Aritaka (1676-1733)
- Hosokawa Okinari (1699-1737)
- Hosokawa Okisato (1722-1745)
- Hosokawa Okinori (1723-1785)
- Hosokawa Tatsuhiro (1755-1835)[13]
- Hosokawa Tatsuyuki (1784-1818)
- Hosokawa Tatsumasa (1804-1860)
- Hosokawa Yukika (1811-1876)
- Hosokawa Tatsunori (1832-1888)
- Hosokawa Yukizane (1842-1902)

Hitachi-Yatabe
- Hosokawa Okimoto (1564-1619)
- Hosokawa Okimasa (1604-1643)
- Hosokawa Okitaka (1632-1690)
- Hosokawa Okinaga (1658-1737)
- Hosokawa Okizane (1687-1728)
- Hosokawa Okitora (1710-1737)
- Hosokawa Okiharu (1737-1794)
- Hosokawa Okinori (1759-1837)
- Hosokawa Okitatsu (1798-1855)
- Hosokawa Okitsura (1832-1907)
- Hosokawa Okitsugu
- Hosokawa Okiharu

## Généalogie de la principale lignée de la famille Kumamoto
- Hosokawa Fujitaka (1534-1610), a un fils :
  - Tadaoki (1563-1645), plusieurs enfants dont deux fils :
    - I. Tadatoshi, 1er daimyo de Kumamoto (r. 1632) (1586-1641 ; r. 1632-1641), un fils :
      - II. Mitsunao, 2e daimyo de Kumamoto (1619-1650 ; r. 1641-1650), deux fils :
        - III. Tsunatoshi, 3e daimyo de Kumamoto (1641-1712 ; r. 1650-1712)
        - Toshishige (1646-1687), un fils :
          - IV. Nobunori, 4e daimyo de Kumamoto (1676-1732 ; r. 1712-1732), deux fils :
            - V. Munetaka, 5e daimyo de Kumamoto (1716-1747 ; r. 1732-1747)
            - VI. Shigekata, 6e daimyo de Kumamoto (1721-1785 ; r. 1747-1785), un fils :
              - VII. Harutoshi, 7e daimyo de Kumamoto (1758-1787 ; r. 1785-1787)

    - Tatsutaka (1615-1645), un fils :
      - Yukitaka, 1er daimyo d'Udo (1637-1690), un fils :
        - Aritaka, 2e daimyo d'Udo (1676-1733), un fils :
          - Okinari, 3e daimyo d'Udo (1699-1737), deux fils dont :
            - Okinori, 5e daimyo d'Udo (1723-1785), un fils :
              - VIII. Narishige, 6e daimyo d'Udo, 8e daimyo de Kumamoto (1755-1835 ; r. 1787-1810). Deux fils (parmi d'autres enfants) :
                - Tatsuyuki, 7e daimyo d'Udo (1784-1818), un fils :
                  - X. Narimori, 8e daimyo d'Udo, 10e daimyo de Kumamoto (1804-1860 ; r. 1826-1860), Deux fils (parmi d'autres enfants) :
                    - XI.Yoshikuni, 11e daimyo de Kumamoto (1835-1876 ; r. 1860-1869. Gouverneur de Kumamoto 1869-1871).
                    - 12. Morihisa, 12e chef de la famille Hosokawa, 1er marquis (1839-1893 ; chef de famille 1876-1893). Fait premier marquis Hosokawa en 1884. Trois fils :
                      - 13. Morishige, 13e chef de la famille Hosokawa, 2e marquis (1868-1914 ; chef de famille et 2e marquis 1893-1914)
                      - Morikei, 1er baron Hosokawa (cr. 1896) (1882-1898)
                      - 14. Moritatsu, 14e chef de la famille Hosokawa, 3e marquis, 2e baron (1883-1970 ; 2e baron Hosokawa 1898, 14e chef de la famille Hosokawa 1914-1970, 3e marquis 1914-1947 (titres abolis en 1947). Un fils :
                        - 15. Morisada, 15e chef de la famille Hosokawa (1912-2005 ; chef de famille 1970-2005). Un fils :
                          - 16. Morihiro, 16e chef de la famille Hosokawa (1938- ; chef de famille 2005-). Premier ministre du Japon 1993-1994. Un fils.

                - IX. Naritatsu, 9e daimyo de Kumamoto (1788-1826 ; r. 1810-1826)[15].

## Source de la traduction
- (en) Cet article est partiellement ou en totalité issu de l’article de Wikipédia en anglais intitulé « Hosokawa clan » (voir la liste des auteurs).